# Gerardus Cornelis van Noort

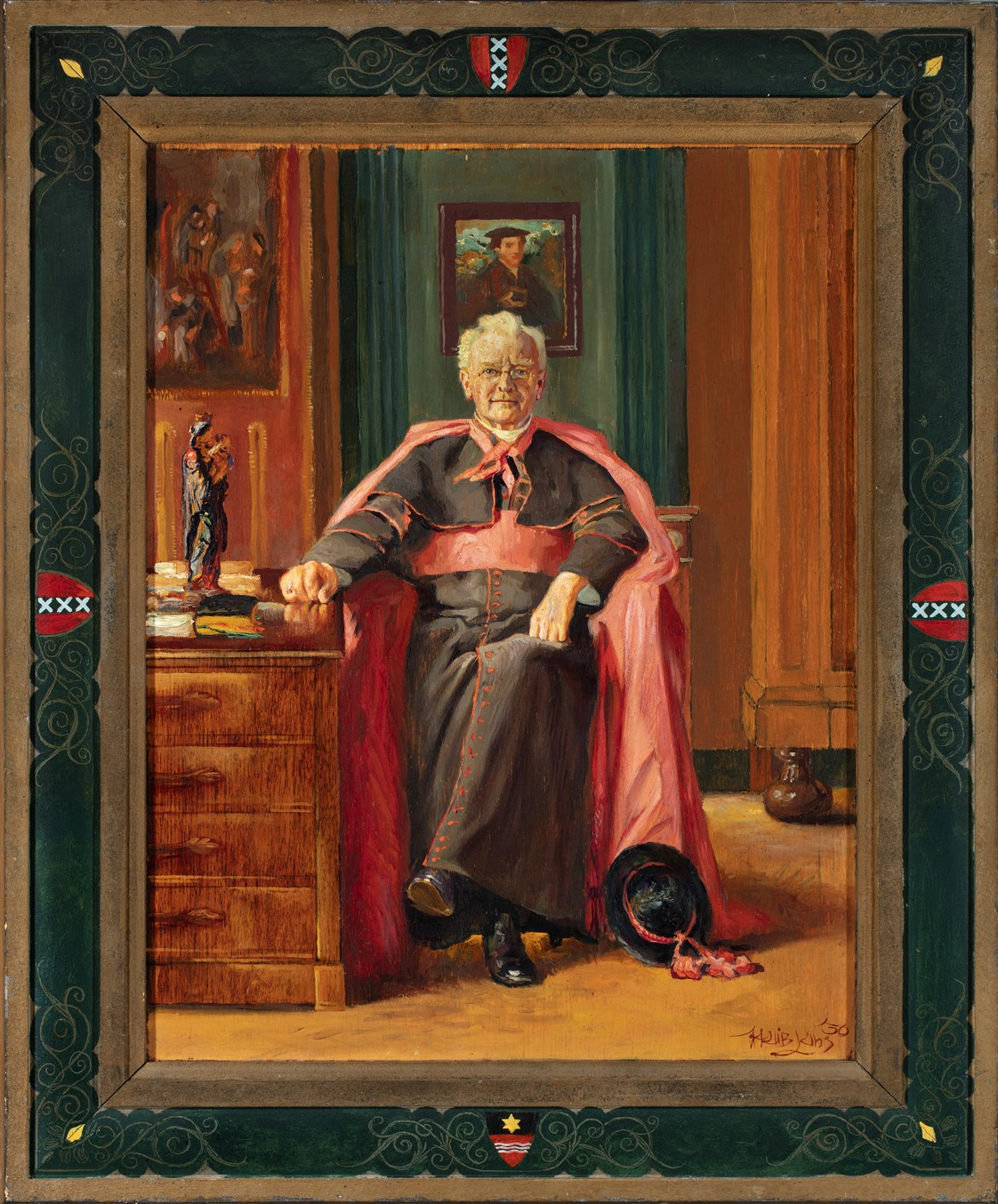
Gerardus Cornelis van Noort, schilderij van Huib Luns

Gerardus Cornelis van Noort (Stompwijk, 9 mei 1861 - Amsterdam, 15 september 1946), was een rooms-katholiek theoloog. Hij was een zoon van Nicolaas van Noord (bekend onder de naam Van Noort), werkzaam in de bouw, en Cornelia Onderwater.
Van Noort was auteur van vele handboeken op het terrein van de rooms-katholieke theologie, en de dogmatiek in het bijzonder.
- Biografisch Portaal: 16633522
- Gemeinsame Normdatei: 136490689
- International Standard Name Identifier: 0000 0001 1020 5219
- Library of Congress Control Number: no95004378
- Nederlandse Thesaurus van Auteursnamen: 073765783
- Virtual International Authority File: 6972928
- WorldCat: E39PBJkHqq4VWHMcw3gPjgbfMP